# Мурский, Лев Исаакович
Лев Исаакович Мурский (Мошенский; 1897—1950) — российский театральный актёр, педагог и режиссёр.

## Биография

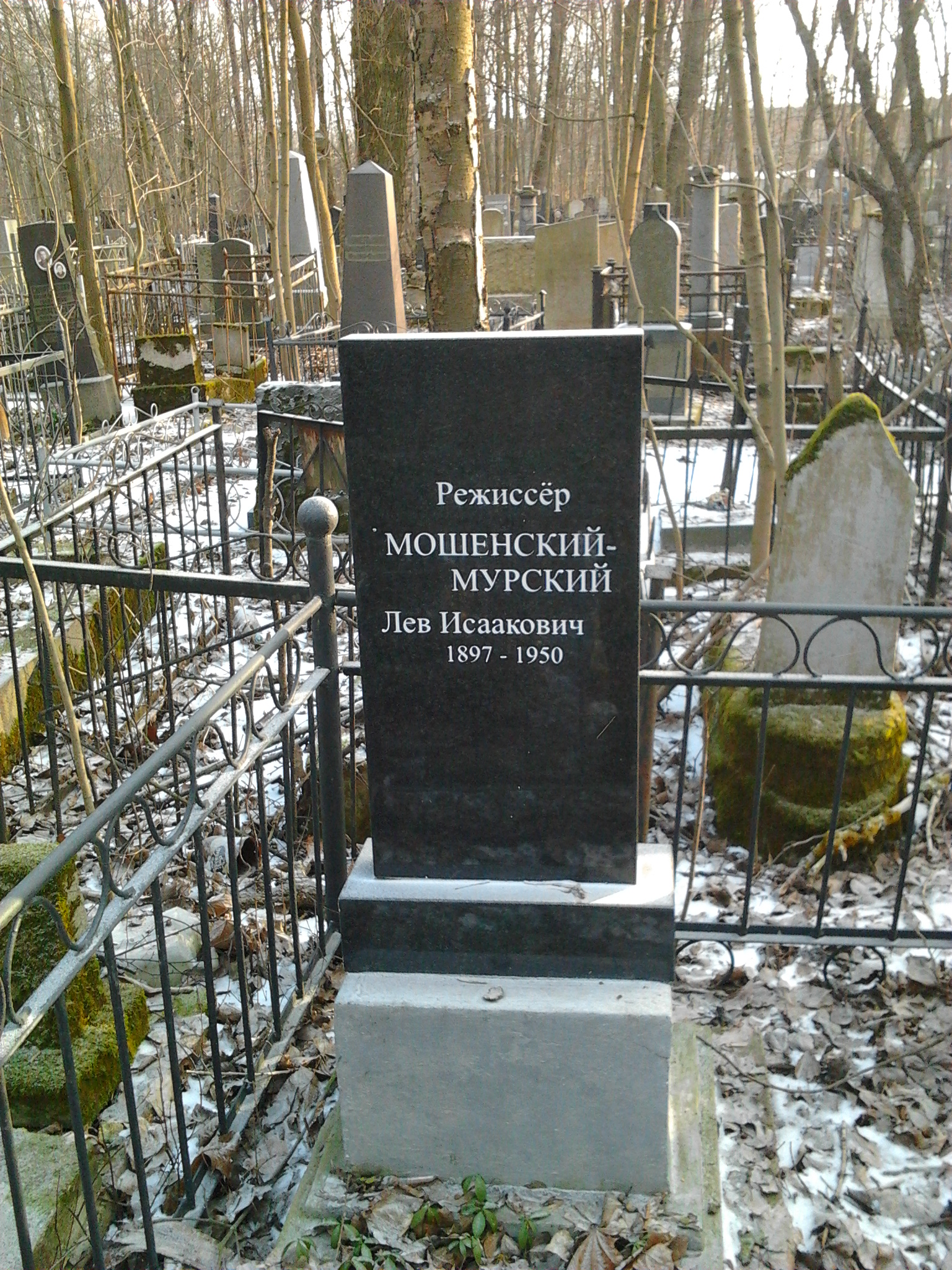
[https://gravlov.com/person/26323 Надгробие на Преображенском еврейском кладбище

Начинал театральную деятельность в Черкассах сразу после революции. Актер спектаклей на русском языке и идише, основатель Черкасского драматического Молодого еврейского театра (1919).
С 1921 года — актер театра-студии Первого еврейского государственного театра Анойбе (создан в Киеве известным театральным деятелем Ш. Семдором /Семеном Дорошенко/).
Руководитель еврейскими театрами в Нежине и Одессе.
В начале 1930-х годов — руководитель киевского еврейского Театра рабочей молодёжи Yugnlekher arbeter-teater (ид.) (ЮГАРТ). Авторами текстов ЮГАРТа были Натан Забара, Осип Дриз, Х. Табачников и другие выдающиеся деятели еврейской культуры.
С 1933 года — в Еврейском театре рабочей молодёжи (ЕВТРАМ) в Ленинграде. Ушёл из жизни в 1950 году. Похоронен в Ленинграде (ныне Санкт-Петербург) на Еврейском (Преображенском) кладбище - участок 3/1 новый, могила №348.

## Театральные работы

### ЕВТРАМ

#### Режиссёр-постановщик
- Два мира (1933)
- Рекруты (1934)
- Мэнтшн (Люди) (18 сентября 1935) по Ш. Алейхему
- Дер призыв (20 мая 1936) по М. Мойхеру-Сфориму
- Зямка Копач (1937)